# ضب عماني
الضب العُماني أو ضب توماس (باللاتينية: Uromastyx thomasi)، هو نوع من الضِباب ينتمي إلى فصيلة الحرذونيات.

## روابط خارجية
- زواحف المملكة العربية السعودية
- الزواحف والبرمائيات في مصر
- التنوع البيولوجي في مصر[وصلة مكسورة]
- الحياة البرية في الإمارات[وصلة مكسورة]
- التنوع الحيوي بالسلطنة نسخة محفوظة 14 أغسطس 2014 على موقع واي باك مشين.
- دليل الحياة البرية في تونس